# Metroplex Records
Metroplex – amerykańska niezależna wytwórnia muzyczna założona w 1985 r. przez jednego z pionierów muzyki techno, Juana Atkinsa.
Siedzibą przedsiębiorstwa jest Detroit. Do profilu wydawniczego należą gatunki techno i electro. Większość z wydań stanowią kompozycje własne Atkinsa, występującego pod rozmaitymi pseudonimami. Pododdziałem wytwórni jest Interface Records.